# Macduff’s Castle
Macduff’s Castle ist eine Burgruine beim Dorf East Wemyss in der schottischen Council Area Fife. Das Anwesen ist mit dem Clan MacDuff, den Earls of Fife und der mächtigsten Familie in mittelalterlichen Fife, verbunden. Allerdings ist aus dieser Zeit nichts erhalten geblieben. Die heute sichtbaren Ruinen sind die Überreste des Familienheims der Wemyss’, die dort seit dem 14. Jahrhundert lebten, und ihrer Nachfolger aus dem 16. Jahrhundert.

## Geschichte
Man denkt, dass die MacDuff-Mormaers oder Earls of Fife im 11. Jahrhundert, also während der Regentschaft von König Macbeth († 1057), eine erste Burg an dieser Stelle bauen ließen. Der Familie Wemyss, Nachfahren der MacDuffs, gehörte das Anwesen ab dem 14. Jahrhundert und sie ließen den ältesten Teil der heutigen Burg erbauen. Eduard I. von England war hier 1304 zu Besuch bei Sir Michael Wemyss. Aber Wemyss schloss sich später mit Robert the Bruce zusammen und König Eduard ordnete die Zerstörung der Burg an.
Nachdem die Familie Wemyss in das nahegelegene Wemyss Castle gezogen war, fiel das Anwesen an die Livingstones und wurde 1530 von den Colvilles übernommen, die einen zweiten Turm im Südwesten erbauen und  den Burghof mit einem Torhaus einschließen ließen. 1637 kaufte Sir John Wemyss aus West Wemyss die Burg von Lord Colville aus Culross und 1651 wurden die Ländereien von East Wemyss und West Wemyss zu einem einzigen Baronat vereinigt.
Die Burgruine ist heute nach wie vor in Besitz des Anwesens Wemyss.

## Beschreibung
Die Ruinen bestanden früher aus den Überresten eines vierstöckigen Turms aus dem 14. Jahrhundert und eines fünfstöckigen Turms aus dem 16. Jahrhundert. Die beiden waren durch eine Torhausflucht aus dem 16. Jahrhundert verbunden, ebenso wie durch Mauern aus dem 17. Jahrhundert, die mit Schießscharten versehen waren.
Aber der östliche Turm wurde 1967 von der Grafschaftsverwaltung von Fife abgerissen, nachdem ein Kind, das von diesem Turm gefallen war, sich verletzt hatte.
Die Burgruine gilt als Scheduled Monument Eine zusätzliche Einstufung als Denkmal der Kategorie B wurde 2018 aufgehoben.
Ein historisches Taubenhaus stand früher am Meeresufer südlich der Burg, wurde aber in den 1970er-Jahren durch Küstenerosion zerstört.

## Geister
Die Burgruine soll von einer Grauen Frau (Grey Lady) heimgesucht werden. Dies soll der Geist von Mary Sibbald sein, die wegen Diebstahls verurteilt wurde und in der Burg starb.